# Tipula (Emodotipula) submarmoratipennis
Tipula (Emodotipula) submarmoratipennis is een tweevleugelige uit de familie langpootmuggen (Tipulidae). De soort komt voor in het Palearctisch en Oriëntaals gebied.